# Лимбо (теологија)
У католичкој теологији лимбо описује привремени статус душа добрих особа које су умрле прије васкрсења Исуса Христа, и стални статус некрштених који су некрштени умрли у дјетињству не починивши гријех, али неослобођени прагријеха.
Према концепту лимба, у њему бораве душе оних који не заслужују пакао и вечне муке, али не могу да оду у рај из разлога који нису везани за њих. У католичкој цркви се веровало да душе врлих људи умрлих пре доласка Исуса Христа, као и душе некрштених беба бораве у лимбу. Концепт лимба је постао широко распрострањен у западној теологији од 13. века.
У Дантеовој Божанственој комедији, лимбо је први круг пакла, где заједно са некрштеним бебама бораве врли нехришћани, филозофи, атеисти, песници и доктори антике, као и јунаци паганског света.
Међународна теолошка комисија, уз сагласност папе Бенедикта XVI, објавила је 2007. године документ Нада спасења некрштених одојчади, у којем је довела у питање средњовековну „теорију лимба“, истичући да су је створили средњовековни теолози и да није укључена у било које догматске дефиниције. Комисија је закључила да доктрина лимба представља „неприкладно рестриктивно виђење спасења“, док је Бог милостив и „жели спасење за све људе“.